# Сеїтов Піржан
Піржан Сеїтов (1909, тепер Ходжейлійський район, Республіка Каракалпакстан, Узбекистан — 1984, тепер Узбекистан) — радянський партійний діяч, 1-й секретар Кара-Калпацького обласного комітету КП(б) Узбекистану, голова Ради міністрів Кара-Калпацької АРСР. Депутат Верховної ради Узбецької РСР. Депутат Верховної Ради СРСР 1—5-го скликань.

## Життєпис
Народився в селянській родині. З дитячих років наймитував у баїв у Ходжейлійському районі. З 1924 року навчався в Турткульському технікумі бавовництва. Після закінчення технікуму перебував на відповідальній радянській роботі.
У 1931—1934 роках — заступник народного комісара землеробства Кара-Калпацької АРСР; завідувач районного земельного відділу.
Член ВКП(б) з 1932 року.
У 1934—1937 роках — голова виконавчого комітету Ходжейлійської районної ради Кара-Калпацької АРСР.
У 1937—1938 роках — постійний представник Ради народних комісарів Кара-Калпацької АРСР при Раді народних комісарів Узбецької РСР.
У 1938—1941 роках — народний комісар землеробства Кара-Калпацької АРСР.
У 1941 — жовтні 1946 року — голова Ради народних комісарів Кара-Калпацької АРСР.
У жовтні 1946 — 1949 року — 1-й секретар Кара-Калпацького обласного комітету КП(б) Узбекистану.
У 1949—1950 роках — слухач Вищої партійної школи при ЦК ВКП(б).
У квітні 1950 — січні 1952 року — 1-й секретар Кара-Калпацького обласного комітету КП(б) Узбекистану.
У 1952—1954 роках — слухач Вищої партійної школи при ЦК КПРС.
15 липня 1954 — 1956 року — голова Ради міністрів Кара-Калпацької АРСР.
10 серпня 1956 — 1957 року — заступник голови Ради міністрів Узбецької РСР.
29 травня 1957 — 30 липня 1960 року — голова Ради народного господарства Кара-Калпацького економічного адміністративного району.
На 1963—1965 роки — начальник Управління побутового обслуговування населення при Раді міністрів Кара-Калпацької АРСР.
Подальша доля невідома.

## Нагороди
- два ордени Леніна
- орден Трудового Червоного Прапора
- орден Дружби народів (4.03.1980)
- орден «Знак Пошани» (1.03.1965)
- медалі